# Vieille-Chapelle Communal Cemetery
Vieille-Chapelle Communal Cemetery is een begraafplaats gelegen in de Franse plaats Vieille-Chapelle (Oudkapelle) (Pas-de-Calais). De militaire graven worden onderhouden door de Commonwealth War Graves Commission.
De begraafplaats telt 2 geïdentificeerde Gemenebest graven uit de Tweede Wereldoorlog.